# Rosławowice
Rosławowice – wieś w Polsce położona w województwie łódzkim, w powiecie rawskim, w gminie Biała Rawska. Nazwa miejscowości pochodzi od staropolskiego imienia męskiego Rosław.
Wieś wymieniana w 1393 r. jako Roczslauicze. 
Na terenie wsi działa OSP Rosławowice.
W latach 1975–1998 miejscowość administracyjnie należała do województwa skierniewickiego.